# María Campiglia
María Campiglia (Buenos Aires, Argentina, marzo de 1977) es una pintora, dibujante y profesora argentina. Trabaja en torno a la memoria, la ética y el proceso creativo.

## Biografía

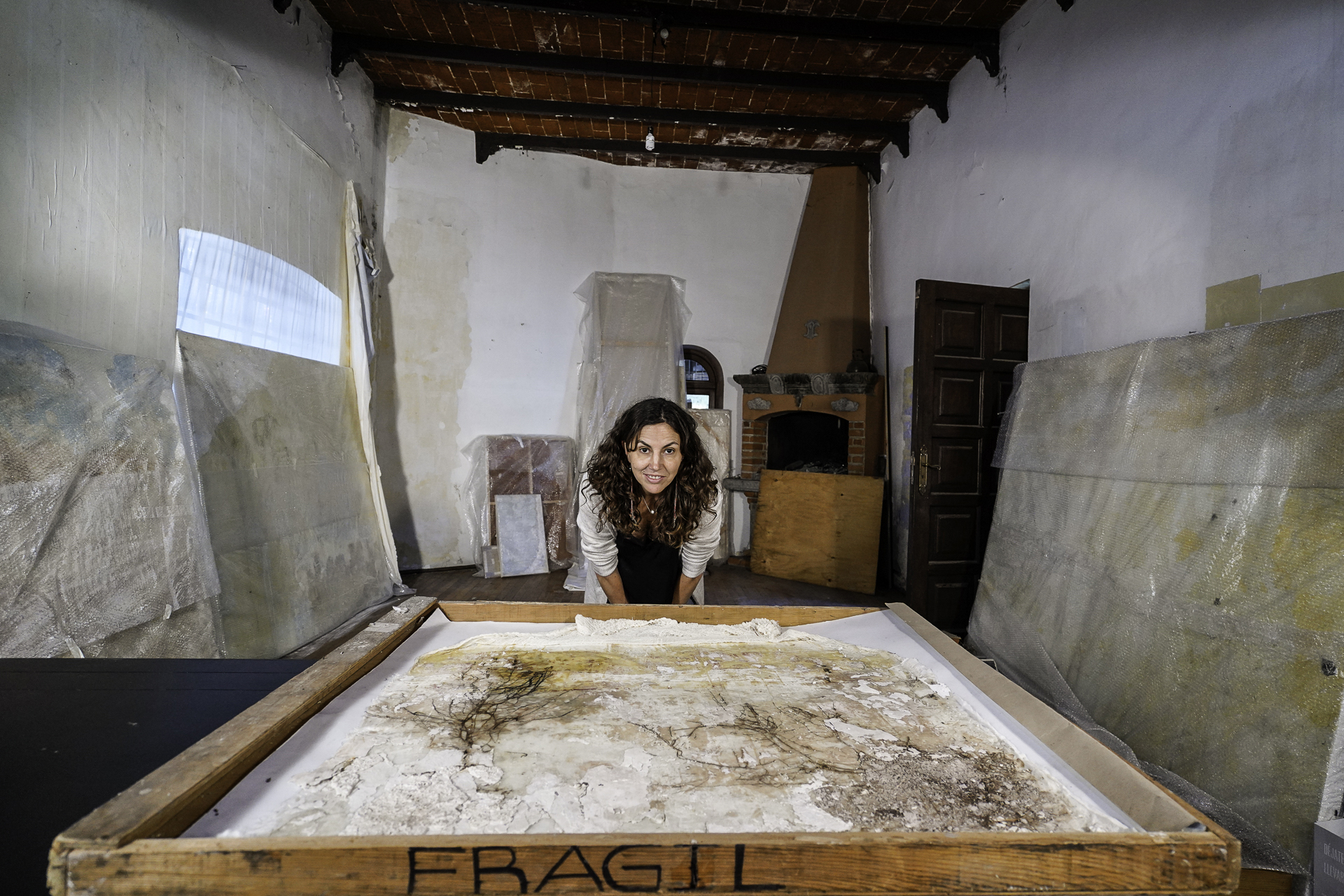
María Campiglia en estudio con la serie "Bajo la piel"

Es hija del dirigente montonero Horacio Campiglia “Petrus” (desaparecido en el marco del Plan Cóndor), y de la politóloga Pilar Calveiro. En 1978 salió de Argentina junto con su madre y su hermana, Mercedes Campiglia, y tras algunos meses de residencia en Madrid, reciben asilo político en México, donde vive actualmente. De 1995 al 2000 cursó simultáneamente una licenciatura en sociología (UNAM), y otra en artes plásticas (ENPEG “La Esmeralda”), y en 2017 se doctoró en la Universistat de Barcelona. Se desempeña profesionalmente en el ámbito de las artes visuales. Desde 2013 es docente de la ENPEG “La Esmeralda”.

### Premios y reconocimientos
- Premio de Adquisición del Encuentro Nacional de Arte Joven, México
- Becaria del Consejo Nacional de Ciencia y Tecnología (CONACYT),
- Becaria del Ministerio de Asuntos Exteriores y la Agencia Española de Cooperación Internacional (MAEC-AECI)
- Miembro del Sistema Nacional de Creadores de Arte

## Selección de exposiciones
- 2020. BAJO LA PIEL. Exposición individual, Galería Libertad.
- 2019. BAJO LA PIEL. Exposición individual, CC UAEM.
- 2019. TU DE MI, YO DE TI. Exposición colectiva, Museo de la Ciudad de México.
- 2018. PIEL. ARTE CONTEMPORÁNEO MEXICANO. Museo de la Cancillería, Ciudad de México.
- 2018. PARÁMETRO 03. Exposición colectiva, Museo de la Ciudad de México.
- 2018. BIENAL NACIONAL DE PINTURA JULIO CASTILLO. Exposición colectiva, Galería Libertad,

Querétaro.
- 2017. La Ciudad de México en el arte. Una travesía por ocho siglos. Exposición colectiva, Museo de la Ciudad de México.
- 2016. Latitudes y latidos. Exposición colectiva, Casa de la primera imprenta de América, UAM, Ciudad de México.
- 2013. Sobre el tacto. Exposición individual, Galería Mexicana de Diseño (GMD), Ciudad de México. CUERPOS COMPARTIDOS.
- 2005.Exposición individual, Cibernativos. Antiguo Café de Nadie, Ciudad de México..
- 2005.Apuntes para obligar la memoria. Exposición individual, Galería Manuel García. Arte Contemporáneo, Oaxaca, México.
- 2004. Espacio vacío. Exposición individual, Centro Cultural San Ángel, Ciudad de México.
- 2004.Bienal de Yucatán, Exposición colectiva, México.
- 2003.Bienal Diego Rivera, Exposición colectiva, México.
- 2003. Encuentro Nacional de Arte Joven. Exposición colectiva itinerante, México.
- 2003. Continua. Exposición colectiva, Galería de San Carlos, México.
- 2001. Vecindades. Exposición colectiva, ENPEG “La Esmeralda” y Casa de Cultura Quinta Colorada, México.
- 2001 - Fragmentos Completos. Exposición individual, Instituto Luz sobre Luz, México.